# Karl Stoll (Politiker, 1869)
Karl Stoll (* 8. Februar 1869 in Guntmadingen oder in Darmstadt; † 1. Juni 1924 in Zürich; heimatberechtigt in Guntmadingen und seit 1912 in Zürich) war ein Schweizer Gewerkschaftsfunktionär und liberaler Politiker.

## Leben

### Familie
Karl Stoll war der Sohn des Hafners Johann Jakob Stoll und von dessen Ehefrau Mathilde Amalie (geb. Dreutwett).
Er heiratete im Oktober 1901 Hedwig, die Tochter des Kaufmanns Johann Heinrich Hotz.
Seine Feuerbestattung erfolgte auf dem Friedhof Sihlfeld in Zürich.

### Werdegang
Karl Stoll besuchte die Primar- sowie die Bezirksschule in Brugg und erhielt eine kaufmännische Ausbildung.
1899 wurde er Mitglied des dreiköpfigen leitenden Ausschusses des Schweizer Kaufmännischen Vereins in Zürich und war von 1902 bis zu seinem Tod deren Zentralsekretär; 1919 wurde er zum Ehrenmitglied ernannt.
Seit 1918 war er Präsident der Vereinigung schweizerischer Angestelltenverbände und der schweizerischen Angestelltenkammer.
Er vertrat die Interessen der kaufmännischen Angestellten, verbesserte ihre soziale und wirtschaftliche Lage in der Zeit während des Ersten Weltkriegs und war wesentlich am Ausbau des Zentralsekretariats des SKV beteiligt. Er verfasste zahlreiche Schriften zur Situation und zur Förderung der Angestellten.

### Politisches Wirken
Vom 1. Dezember 1919 bis zum 1. Juni 1924 war Karl Stoll Mitglied der radikal-demokratischen Fraktion im Nationalrat; sein Nachfolger wurde August Peter (1873–1959).

## Schriften (Auswahl)
- Die Alters- und Invalidenvorsorge für die kaufmännischen Angestellten in der Schweiz. 1904.
- Die Verteuerung der Lebenshaltung und die Einkommensverhältnisse der Handelsangestellten. 1908.[7]
- Die Frauenfrage im Handel und der Schweizerische Kaufmännische Verein. 1909.[8]
- Die Arbeitszeit im Handel. 1911.
- Der Schweizerische Kaufmännische Verein und seine Sektionen. 1914.